# Rio Chiril (Bistriţa)
O Rio Chiril (Bistriţa) é um rio da Romênia, afluente do Bistriţa, localizado no distrito de Suceava.